# 惠特尼·奥西圭
惠特尼·奥西圭（Whitney Osuigwe，/əˈsɪɡweɪ/ ə-SIG-way，2002年4月17日—），美国女子网球运动员。奥西圭是2017年法国网球公开赛青少年女单冠军，成为28年来首位赢得法网青少年女单冠军的美国球员。也曾是ITF青少年世界排名第一。
奥西圭从六岁起就在IMG学院打网球，她的父亲德斯蒙德（Desmond）自1997年以来一直在该学院任教，并担任她的主教练。德斯蒙德来自尼日利亚的拉各斯，在来美国上大学之前，他参加过ITF希望赛级别的职业网球赛事。惠特尼有一个哥哥叫迪安德尔（Deandre）是大学篮球运动员，她还有一个妹妹叫维多利亚（Victoria）也打网球。
2017年6月，奥西圭在当年的红土赛事中占据统治地位，在青少年排名中攀升至第二位。她在12月的橘子碗比赛中进入了半决赛，然后在2月的背靠背红土比赛中赢得了两次ITF青少年一级赛事的冠军，之后她赢得了2017年法网青少年女单冠军。她成为自1989年的珍妮弗·卡普里亚蒂以来第一位赢得青少年女单的美国球员（总第5位）。奥西圭以世界排名第一的青少年排名结束本赛季，因此她被评为2017年ITF青少年世界冠军。此外，她在年底赢得了橘子碗冠军。2018年8月12日，奥苏圭赢得了美国网球协会女子18岁级别全国锦标赛冠军，这使她获得了参加美国网球公开赛正赛资格。她还在2017年和2018年搭档凯蒂·麦克纳利两次获得温布尔登网球锦标赛青少年女双亚军。
奥西圭首次参加WTA巡回赛是在2018年迈阿密网球公开赛，但输给了同胞，另外一位外卡选手刘婧文，前一年她正是击败刘婧文拿到了法网冠军。2019年1月，她代表西班牙队和大卫·费雷尔参加了霍普曼杯，原本参赛的加尔维涅·穆古拉扎因伤退出，他们输给了法国组合卢卡斯·普耶和阿莉泽·科尔内。2019年3月她再次获得外卡参加迈阿密公开赛，并击败了大坂直美的妹妹大坂麻里获得巡回赛首胜。
2023年11月，她搭档同胞黑莉·巴普蒂斯特赢得陶氏网球精英赛（WTA125级别）双打冠军，这是她迄今为止赢得的最高级别赛事冠军。

## WTA125决赛

### 双打: 1 (冠军)
| 结果 | 胜-负 | 日期       | 巡回赛               | 场地     | 搭档            | 对手                | 比分             |
| ---- | ----- | ---------- | -------------------- | -------- | --------------- | ------------------- | ---------------- |
| 胜   | 1–0   | 2023年11月 | 陶氏网球精英赛, 美国 | 室内硬地 | 黑莉·巴普蒂斯特 | 张笑心 Ashley Lahey | 2–6, 6–2, [10–1] |

## ITF青少年决赛

### 大满贯

#### 单打: 1 (冠军)
| 结果 | 日期 | 巡回赛         | 场地 | 对手   | 比分               |
| ---- | ---- | -------------- | ---- | ------ | ------------------ |
| 胜   | 2017 | 法国网球公开赛 | 泥地 | 刘婧文 | 6–4, 6–7(5–7), 6–3 |

#### 双打: 2 (亚军)
| 结果 | 日期 | 巡回赛             | 场地 | 搭档          | 对手                        | 比分     |
| ---- | ---- | ------------------ | ---- | ------------- | --------------------------- | -------- |
| 负   | 2017 | 温布尔登网球锦标赛 | 草地 | 凯蒂·麦克纳利 | 奥尔加·达尼洛维奇 卡亚·尤万 | 4–6, 3–6 |
| 负   | 2018 | 温布尔登网球锦标赛 | 草地 | 凯蒂·麦克纳利 | 王欣瑜 王曦雨               | 2–6, 1–6 |